# Jean-Michel Atlan
Jean-Michel Atlan, född 23 januari 1913, död 12 februari 1960, var en fransk konstnär.
Jean-Michel Atlan föddes i en judisk familj i Franska Algeriet. År 1930 bosatte han sig i Paris i Frankrike och studerade filosofi vid Paris universitet (tidigare känt som Sorbonne). Han lärde sig måla på egen hand. Tidigare skrev han dikter. I mitten av 1940-talet mötte han Asger Jorn och blev medlem i konstgruppen Cobra. Jean-Michel Atlans konstverkstad i Paris blev en mötesplats för konstnärerna.